# جول الشماني (مأرب)

تعديل مصدري - تعديل

جول الشماني هي إحدى قرى عزلة ال راشد منيف بمديرية مأرب التابعة لمحافظة مأرب، بلغ تعداد سكانها 205 نسمة حسب تعداد اليمن لعام 2004.